# Explorer 2

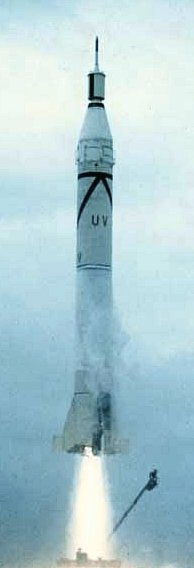
Nosná raketa sondy

Explorer 2 (EXPLR2) bylo neúspěšné zopakování mise Explorer 1, sondě se nepodařilo opustit atmosféru Země.
Explorer 2 odstartoval z Mysu Canaveral na Floridě 5. března 1958 v 18:28 UTC.
Nosnou raketou byla Juno I, která vznikla z Jupiteru-C. Projekt Jupiter-C byl vyvinut v roce 1954 a byl zrušen v roce 1955, kdy byl nahrazen programem Vanguard.